# Port Khalid
Port Khalid és el port principal a la costa del golf Pèrsic de l'emirat de Sharjah als Emirats Àrabs Units, ben comunicat amb l'Aeroport internacional de Sharjah, i a la part costanera de la ciutat, a la zona oest. És un port d'aigua fonda que pot ser usat per vaixells de diversos tonatges. Disposa de bona capacitat d'emmagatzematge (100 tones i 9300 metres quadrats). Les operacions es poden fer ràpidament i hi ha exempció de pagaments per impostos. La terminal té un moll de 586 metres amb una profunditat mínima d'11,5 metres. La seva superfície és de 150.000 metres quadrats; funciona 24 hores al dia els 365 dies l'any. És gestionat per la Gulftainer Co Ltd.